# Men.com
Men.com é uma empresa de produção de pornografia gay e bissexual, que publica seu conteúdo através da internet. É de propriedade da empresa que detém o monopólio da pornografia on-line MindGeek.
O domínio foi adquirido em dezembro de 2003 pelo empreendedor Rick Schwartz por US$ 1,3 milhão de dólares.

## Controvérsias
Em outubro de 2015, com a série "Stealth Fuckers", a Men.com começou a introduzir personagens femininos em papéis não-sexuais, criando polêmica sobre se as artistas femininas pertenciam ao pornô gay. Em janeiro de 2018, Men.com lançou uma cena controversa apresentando sexo heterossexual e criou uma categoria para "pornografia bissexual".
Em agosto de 2018, Men.com lançou sua primeira cena com o pornô bissexual MMF intitulado "The Challenge", criando mais polêmica sobre se o pornô bissexual pertence a um site pornô gay. Men.com afirmou que eles decidiram apresentar conteúdo bissexual porque "Depois de perguntar aos nossos usuários o que eles gostariam de ver, um número surpreendentemente grande pediu por uma cena totalmente bissexual." Arad Winwin, a estrela da cena e um homem gay auto-identificado, enfrentou a reação dos fãs por atuar na cena.

## Na cultura popular
Em janeiro de 2015, na sequência de várias controvérsias envolvendo Justin Bieber e seu comportamento supostamente "fora de controle", Men.com postou um anúncio na Internet com seu ator mais popular Johnny Rapid, convidando o cantor a fazer uma cena de sexo com ele por US$ 2 milhões.
Em julho de 2017, uma séries de uma cena do Men.com intitulada "Private Lessons, Part 3" (mais tarde renomeada "Right in Front of My Salad") tornou-se um meme da internet. A cena retrata uma mulher jantando antes de notar que o cozinheiro está fazendo sexo com o marido na cozinha e exclamando: "Vocês estão fodendo? Bem na frente da minha salada?!" O meme "right in front of salad" é usado em resposta a um post que é repugnante ou impróprio.